# Matthias Wolfes
Matthias Wolfes, né le 28 août 1961 à Buchholz in der Nordheide et mort le 27 mars 2023 à Berlin, est un théologien protestant.

## Biographie
Wolfes termine ses études de théologie et de philosophie en 1989 avec l'examen et le diplôme d'église. Après son vicariat et son doctorat, il travaille sur divers projets de recherche scientifique à l'Université Humboldt de Berlin, à l'Université de Kiel et à la Bibliothèque Herzog August à Wolfenbüttel. Depuis 2000, il travaille comme professeur d'université et dans le service religieux.
Ses publications portent sur l'histoire plus récente de la théologie protestante. Il publie des ouvrages plus importants sur le protestantisme culturel de la période de Weimar et sur Friedrich Schleiermacher. D'autres domaines de travail sont la doctrine dogmatique de Dieu et la théorie de la religion. Il est membre du "Berliner Theologischen Kolloquium" et du groupe de travail de Dresde "Religion und symbolische Kommunikation" et est un auteur régulier des "Göttinger Predigten im Internet (de)".

## Éditions
- Protestantische Theologie und moderne Welt. Studien zur Geschichte der liberalen Theologie nach 1918. Walter de Gruyter, Berlin / New York 1999,  (ISBN 3-11-016639-9).
- Theologiestudium und Pfarramt. Eine kirchensoziologische Studie zum Verhältnis von universitärer Theologenausbildung und pfarramtlicher Berufstätigkeit. Lutherisches Verlagshaus, Hannover 2000,  (ISBN 3-7859-0823-7).
- Hermann Mulert (1879–1950). Lebensbild eines Kieler liberalen Theologen. Zusammengestellt und bearbeitet von Matthias Wolfes, hrsg. vom Verein für Schleswig-Holsteinische Kirchengeschichte; Wachholtz-Verlag, Neumünster 2000,  (ISBN 3-529-04050-9).
- Alf Özen, Matthias Wolfes: Register zum Handwörterbuch „Die Religion in Geschichte und Gegenwart“. Erste Auflage 1908–1914. Studien und Texte zur religionsgeschichtlichen Schule. Band 6; Peter Lang Verlag, Frankfurt am Main u. a. 2001,  (ISBN 3-631-38547-1).
- Friedrich Daniel Ernst Schleiermacher: Kleine Schriften 1786–1833. Hrsg. von Matthias Wolfes und Michael Pietsch (de); Kritische Gesamtausgabe. Erste Abteilung. Band 14; Verlag Walter de Gruyter, Berlin / New York 2003,  (ISBN 3-11-017658-0).
- Öffentlichkeit und Bürgergesellschaft. Friedrich Schleiermachers politische Wirksamkeit; Schleiermacher-Studien, Band 1, Zwei Teilbände; Verlag Walter de Gruyter: Berlin / New York 2004;  (ISBN 3-11-017579-7) (Rezension bei H-Soz-u-Kult).
- Schleiermacher und das Judentum. Aspekte der antijudaistischen Motivgeschichte im deutschen Kulturprotestantismus; in: Aschkenas. Zeitschrift für Geschichte und Kultur der Juden 14 (2004), S. 485–510.
- Religion und symbolische Sprachform. Vorbereitende Überlegungen zu einer Theorie responsibler religiöser Kommunikation; in: Klaus Tanner (de) (Hrsg.): Religion und symbolische Kommunikation; Evangelische Verlagsanstalt: Leipzig 2004;  (ISBN 3-374-02073-9).
- "Das höchste Gut, was Gott allen Geschöpfen geben konnte, war und bleibt eignes Daseyn." Herders Ideal freier Religiosität, in: Johann Gottfried Herder. Aspekte seines Lebenswerkes. Hrsg. von Martin Keßler und Volker Leppin (de) (Arbeiten zur Kirchengeschichte. Band 92), Berlin / New York: Walter de Gruyter, 2005, 293–307.
- Hüter der Überlieferung; in: Deutsches Pfarrerblatt 107 (2007) (Internetversion).
- Vernunftrepublikanismus und Wissenschaftsverständnis in der protestantischen Theologie; in: Andreas Wirsching, Jürgen Eder (Hrsg.): Vernunftrepublikanismus in der Weimarer Republik; Franz Steiner Verlag: Stuttgart 2008.
- Konstruktion der Freiheit. Die Idee einer bürgerschaftlichen politischen Kultur im staatstheoretischen Denken Friedrich Schleiermachers; in: Bärbel Holtz (Hrsg.): Krise, Reformen – und Kultur; Berlin: Duncker & Humblot, 2010.
- Versöhnung und Reich Gottes. Friedrich Siegmund-Schultze und das Paradigma einer interkulturellen Theologie, in: Claus Arnold / Johannes Wischmeyer (Hrsg.): Transnationale Dimensionen wissenschaftlicher Theologie (Veröffentlichungen des Instituts für Europäische Geschichte Mainz – Beihefte. Band 101), Göttingen: Vandenhoeck & Ruprecht, 2013, 293–316.
- Glaube als Lebensform. Zum Verhältnis von religiöser Subjektivität, "Gemeingeist" und "Gesamtleben", in: Hans-Hermann Tiemann (Hrsg.): Persönlich ansprechen. Situationsgerecht Gottesdienst feiern. Band 2, Bielefeld: Luther-Verlag, 2016, 458–480.
- Nachdenkender Glaube. Überlegungen zum Charakter der protestantischen Predigt, in: Ebd., 481–509.
- Wirtschaftsethik als Kapitalismuskritik. Georg Wünschs Modell einer nicht-formalistischen Wertethik und die »autonome Teleologie der Wirtschaft«, in: Matthias Casper (de), Karl Gabriel und Hans-Richard Reuter (de) (Hrsg.): Kapitalismuskritik im Christentum. Positionen und Diskurse in der Weimarer Republik und der frühen Bundesrepublik, Frankfurt am Main / New York: Campus Verlag, 2016, 37–78.

Wolfes est l'auteur de nombreux articles dans le Biographisch-Bibliographisches Kirchenlexikon (BBKL).